# Mannheimer Geschichtsblätter
Die Mannheimer Geschichtsblätter (gegründet 1900) sind die älteste regelmäßig herausgegebene historische Publikation in Nordbaden. Nach dem Jahrgang 1940 wurden sie erst wieder 1994 mit einer Neuen Folge wiederaufgenommen. Sie erscheinen im Verlag Regionalkultur und werden gemeinsam vom Mannheimer Altertumsverein (MAV), den Reiss-Engelhorn-Museen, dem Stadtarchiv Mannheim (Marchivum) sowie dem Fördererkreis der Reiss-Engelhorn-Museen herausgegeben. Zweimal im Jahr finden sich hier Artikel vor allem zur Mannheimer Stadt- und kurpfälzischen Landesgeschichte.